# Giuseppe De Col
Giuseppe De Col fue un deportista italiano que compitió en remo. Ganó dos medallas de bronce en el Campeonato Europeo de Remo, en los años 1896 y 1920.

## Palmarés internacional
| Campeonato Europeo | Campeonato Europeo | Campeonato Europeo | Campeonato Europeo |
| Año                | Lugar              | Medalla            | Prueba             |
| ------------------ | ------------------ | ------------------ | ------------------ |
| 1896               | Ginebra (Suiza)    | Medalla de bronce  | Ocho con timonel   |
| 1920               | Mâcon (Francia)    | Medalla de bronce  | Ocho con timonel   |